# Koki Kido
Koki Kido (木戸 皓貴 Kido Koki?, nacido el 28 de junio de 1995 en Kumamoto) es un futbolista japonés que juega como delantero en el Montedio Yamagata, de la J2 League (segunda división de Japón).

## Trayectoria

### Clubes
| Club              | País  | Año         |
| ----------------- | ----- | ----------- |
| Avispa Fukuoka    | Japón | 2018 - 2021 |
| Montedio Yamagata | Japón | 2021 -      |

## Estadística de carrera

### J. League
| Club           | Año   | J. League | J. League | Copa J. League | Copa J. League | Total | Total |
| Club           | Año   | Part.     | Goles     | Part.          | Goles          | Part. | Goles |
| -------------- | ----- | --------- | --------- | -------------- | -------------- | ----- | ----- |
| Avispa Fukuoka | 2018  | 11        | 0         | -              | -              | 11    | 0     |
| Total          | Total | 11        | 0         | 0              | 0              | 11    | 0     |